# カセットテープ

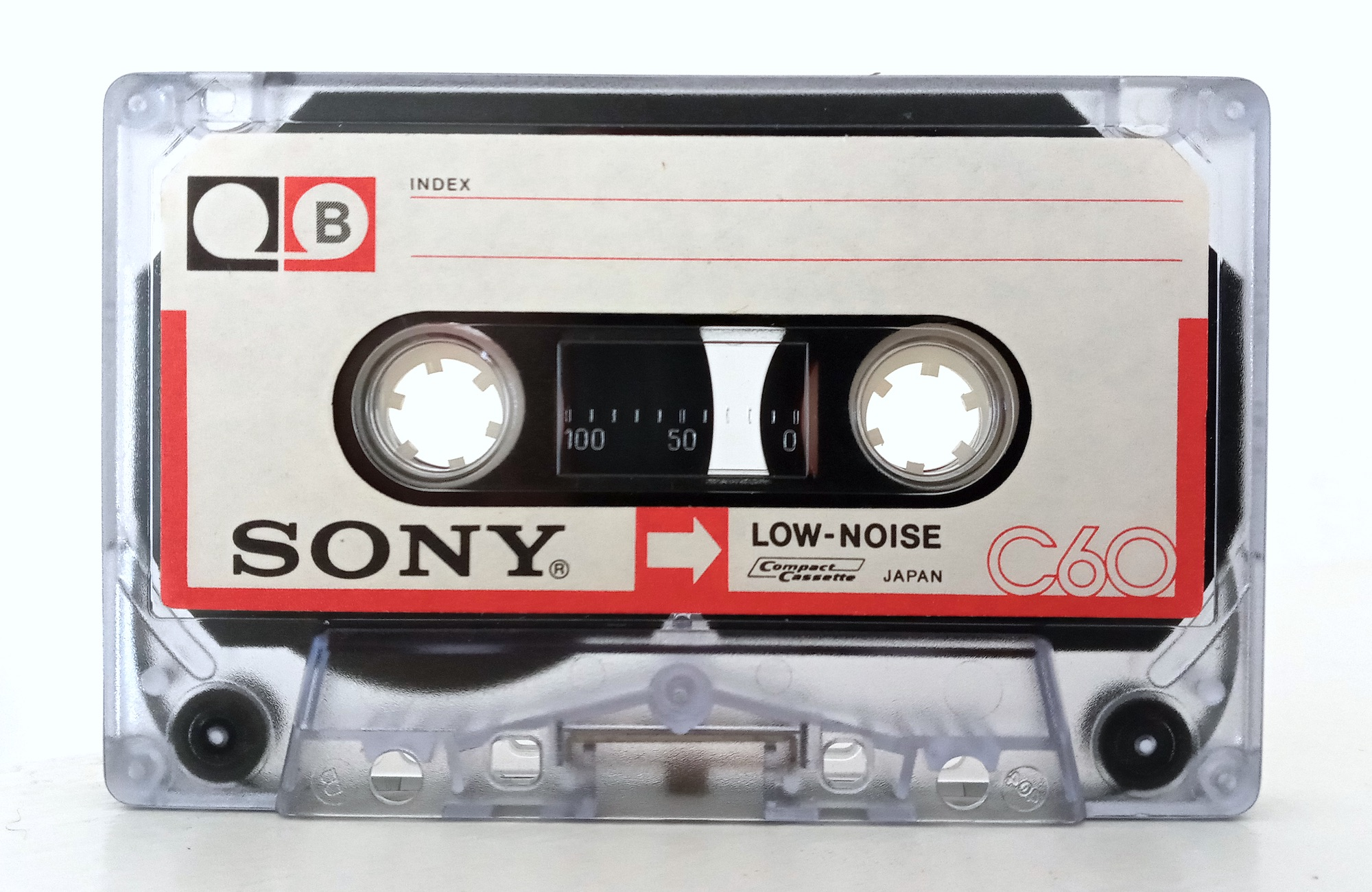
コンパクトカセット（Cカセット）

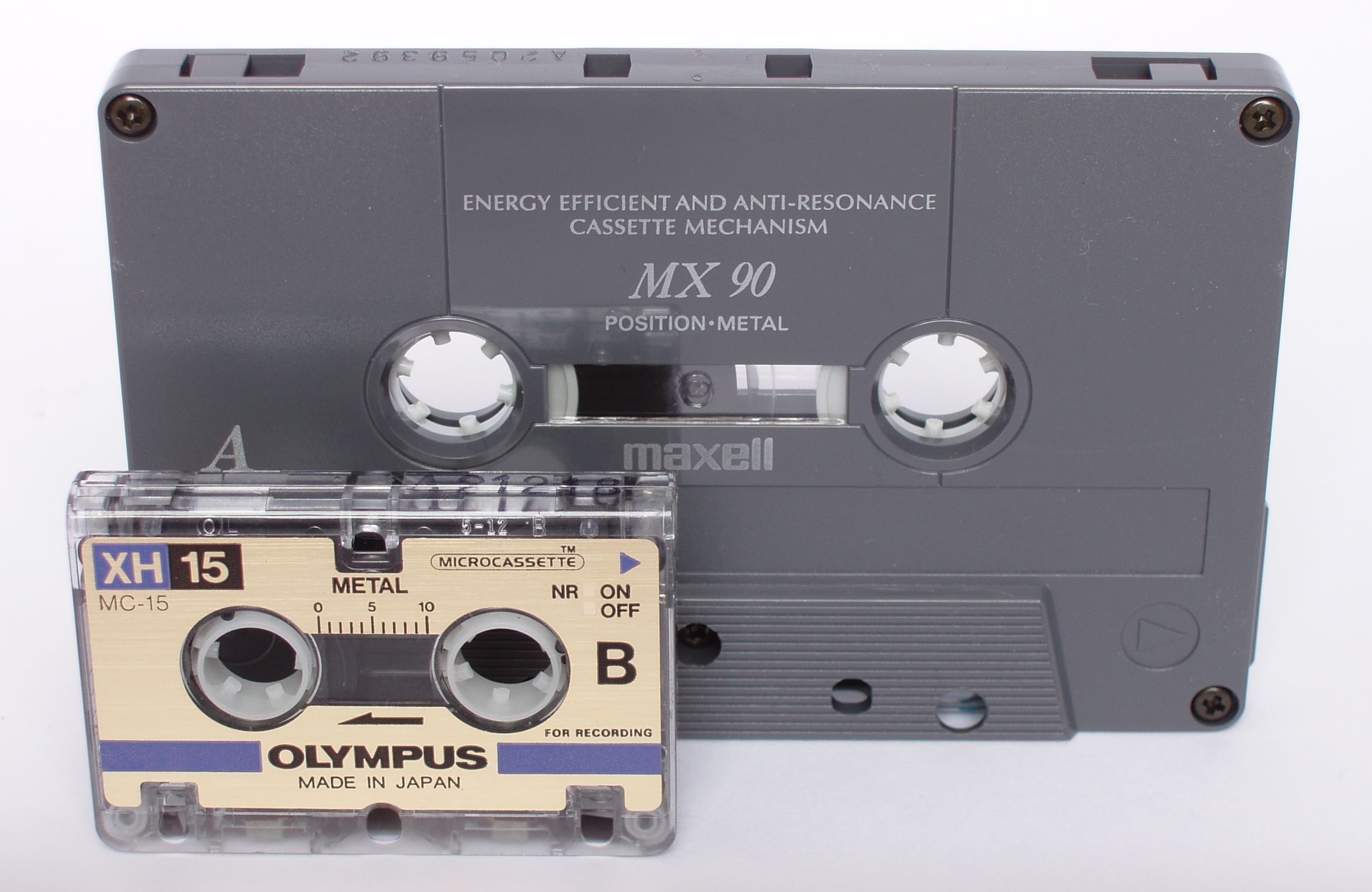
マイクロカセット（手前）とコンパクトカセット（奥）

カセットテープ (英: cassette tape) は、記録用の磁気テープおよびその磁気テープを巻きつけるためのリールなどをケースの内部に収めてひとつにまとめたものであり、いわゆるカセット状態にしたものである。
音響用の磁気テープ分野内では、テープが露出する方式であるオープンリールと対比される。なおデータレコーダ専用の規格はカセットではなく「（データ）カートリッジ」などと称する場合が多いが、技術的には大きな差異はない。ただしオーディオ用カセットテープはテープを巻き取る回転軸を2本設ける場合が多く、コンピュータテープドライブ用データカートリッジは体積データ密度を高めるために回転軸が1本の場合が多い、という差異はある。

## 概説
長所は、オープンリール方式と比べて取り扱いが容易なことである。磁気テープはリールであるハブやスリップシートなどと共に、ハーフやシェルと呼ばれる筐体内に収まってひとつになっており、それらがバラバラであるオープンリール方式よりも扱い易い。
短所は切り貼り編集に繊細さを要することである。また技術的に必然な特徴ではないが、カセットテープは小型で可搬性に優れるかわりに収録時間あるいは音質が犠牲となる。
下の主な規格の節で説明するように、音響用、ビデオ用などがある。
小窓がある標準ハーフと透明のシースルーハーフが存在する。カセット本体とインデックスシールやインデックスカードなどを紙や樹脂ケースに納めて販売する事例が多い。

## 歴史

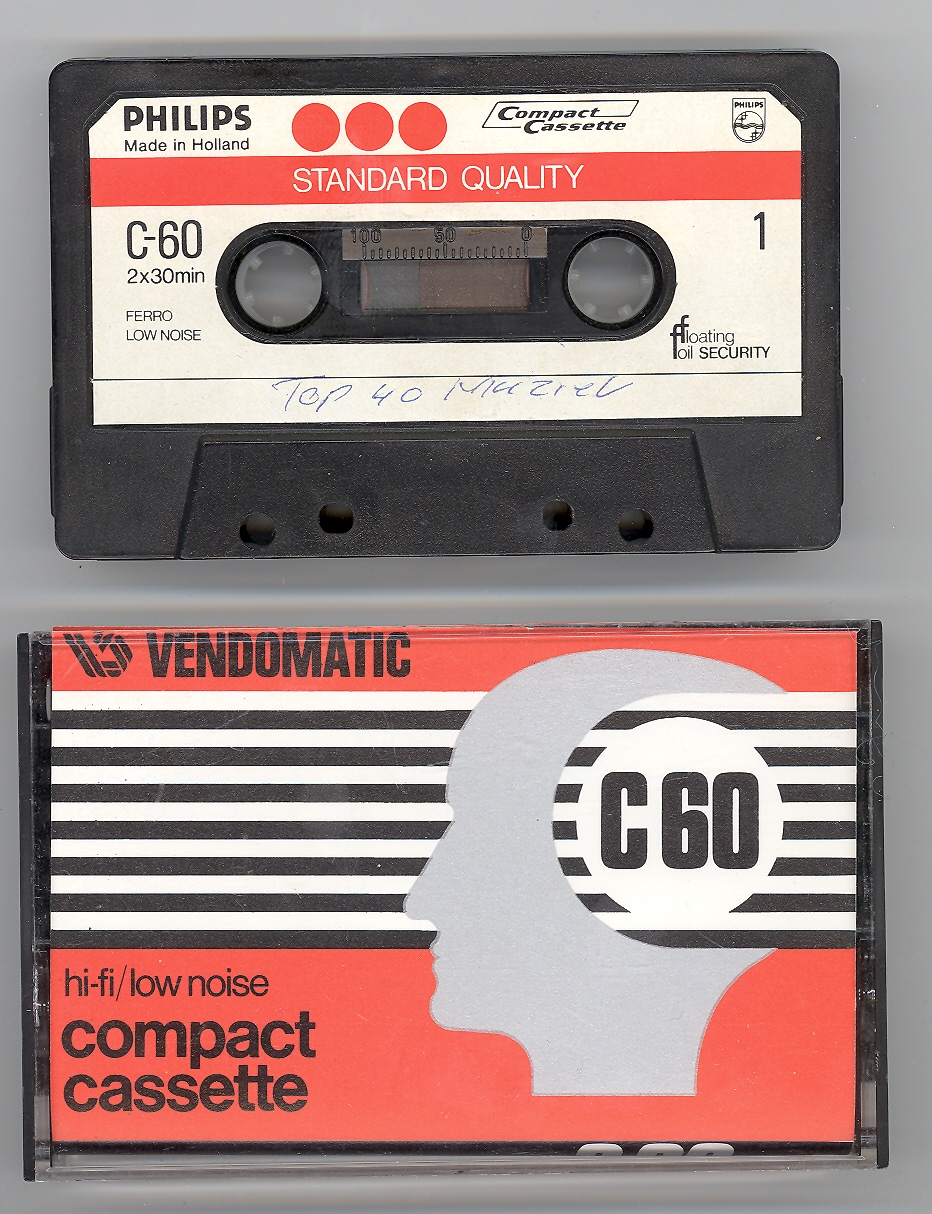
開発元のフィリップス社のコンパクトカセット（上）とそのケース（下）

音響用でもっとも普及したコンパクトカセットが開発されたのは1960年代初頭のことである。オランダのフィリップス社の技術者ルー・オッテンスが開発。フィリップスの社内では1スプール方式（1穴方式）と2スプール方式（2穴方式）が試作され、同社はその段階で2スプール方式のほうが優れていると判断した。2穴方式のものは、（磁気テープ自体には2トラックを設定しておいて）カセットの表・裏を裏返すことでどちらのトラックを使うか選択でき、いわゆる表面・裏面（A面・B面）を変更できるという発想のものであった。フィリップスはこの新しい規格を1963年に公表することを決定。欧州では1963年8月に開催されたベルリン・ラジオ・ショー（現：国際コンシューマ・エレクトロニクス展）で、アメリカでは翌1964年に発表した。なお、同社は特許を申請せずに公開技術として広く普及させる戦略を採用し、これも普及を後押しした。1960年代にはテープレコーダを製造するメーカーがオープンリールの機種に加えてコンパクトカセットの機種も製造するようになっていった。1963年や64年に発表されたコンパクトカセットはモノラル方式のもので、のちにトラック数を倍増させることでステレオ方式も追加された。

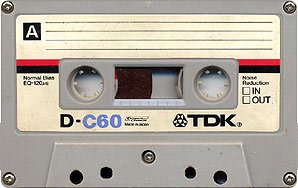
TDKのコンパクトカセット

日本では1966年に東京電気化学工業（現：TDK）が松下電器産業（現：パナソニックホールディングス）向けにOEMでカセットテープの生産を開始した。1960年代後半や1970年代にラジカセが世界で爆発的に普及するとともにコンパクトカセットは音響記録媒体の主流となった。1970年代なかばには、蒸気機関車（SL）の走行音やライブ演奏の生（なま）の音をカセットテープレコーダー（やラジカセ）で録音すること（生録、なまろく）や、FM放送を録音すること（エアチェック）が流行しはじめ、生録好きやエアチェック好きの人々の家の本棚などに録音済みのカセットテープが大量に並ぶようになり、カセットテープの需要量はうなぎのぼりに増えていった。1979年にはソニーが初代ウォークマン（TPS-L2）を発売し、人々はお気に入りの楽曲が入ったコンパクトカセットを日々持ち歩くようにもなっていった。音質にこだわる人々の間では1970年代にクロムポジション（後のハイポジション、IEC TYPE-II）用テープが、更に1980年代にメタルポジション（IEC TYPE-IV）がそれぞれ普及した。
一方、1969年にはオリンパスがコンパクトカセットより小さなマイクロカセット規格を発表し、（この規格はコンパクトカセットよりかなり小さいという長所を持つ代わりに録音時間が比較的短かったり音質が良くないという欠点があるが）ヴォイスメモ装置や留守番電話機（留守電）の分野でかなり普及した（なお、世に普及したコンパクトカセットやマイクロカセットの他にも、RCAビクター（現：米国ソニー・ミュージックエンタテインメント）が1958年に開発したテーペット、アイワ（初代法人、現：ソニーマーケティング）が1964年に開発したマガジン50テープカートリッジなど、独自規格のカセットテープも乱立したが、これらはあまり普及せずに終わった）。

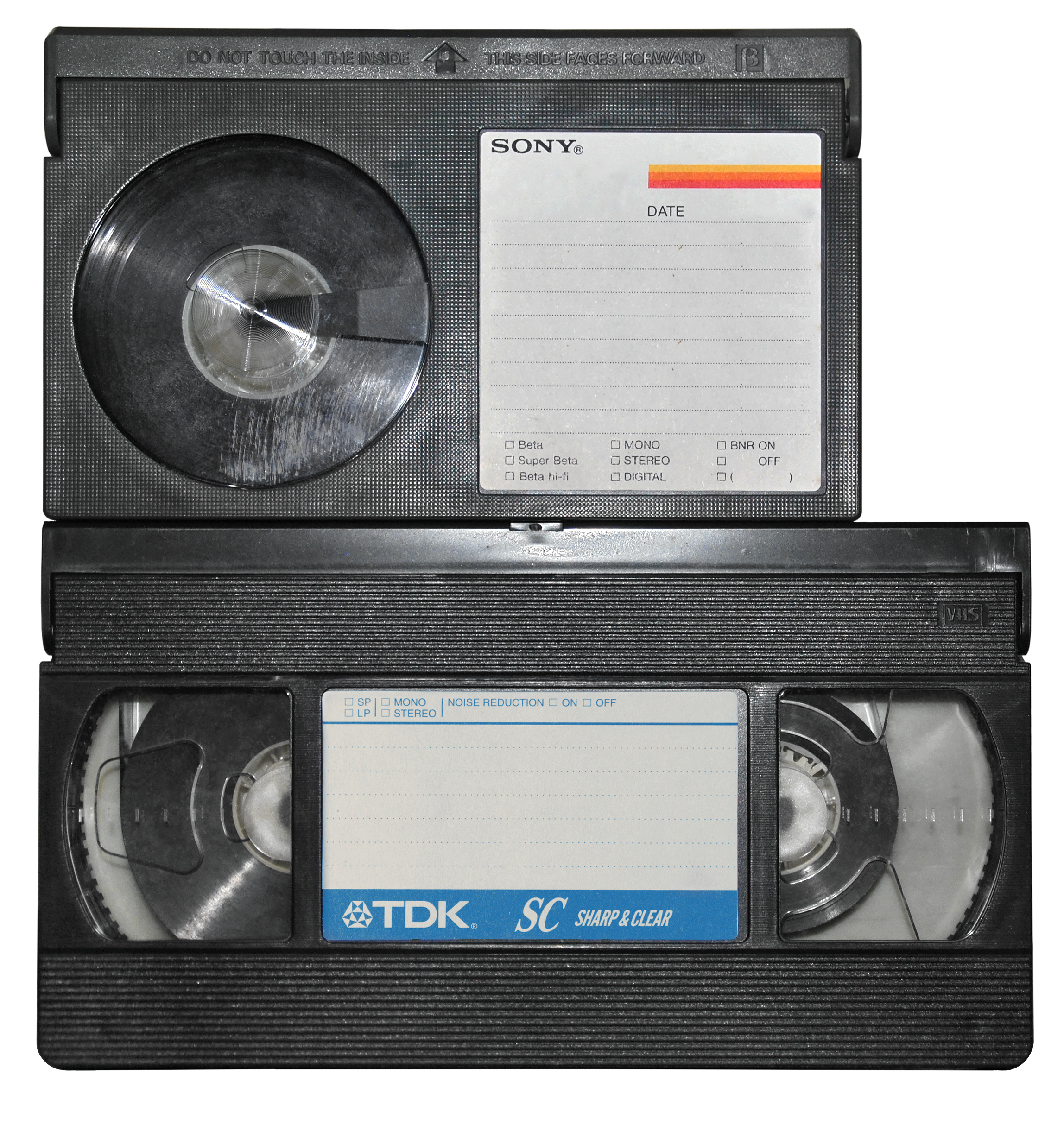
ベータ（上）とVHS（下）

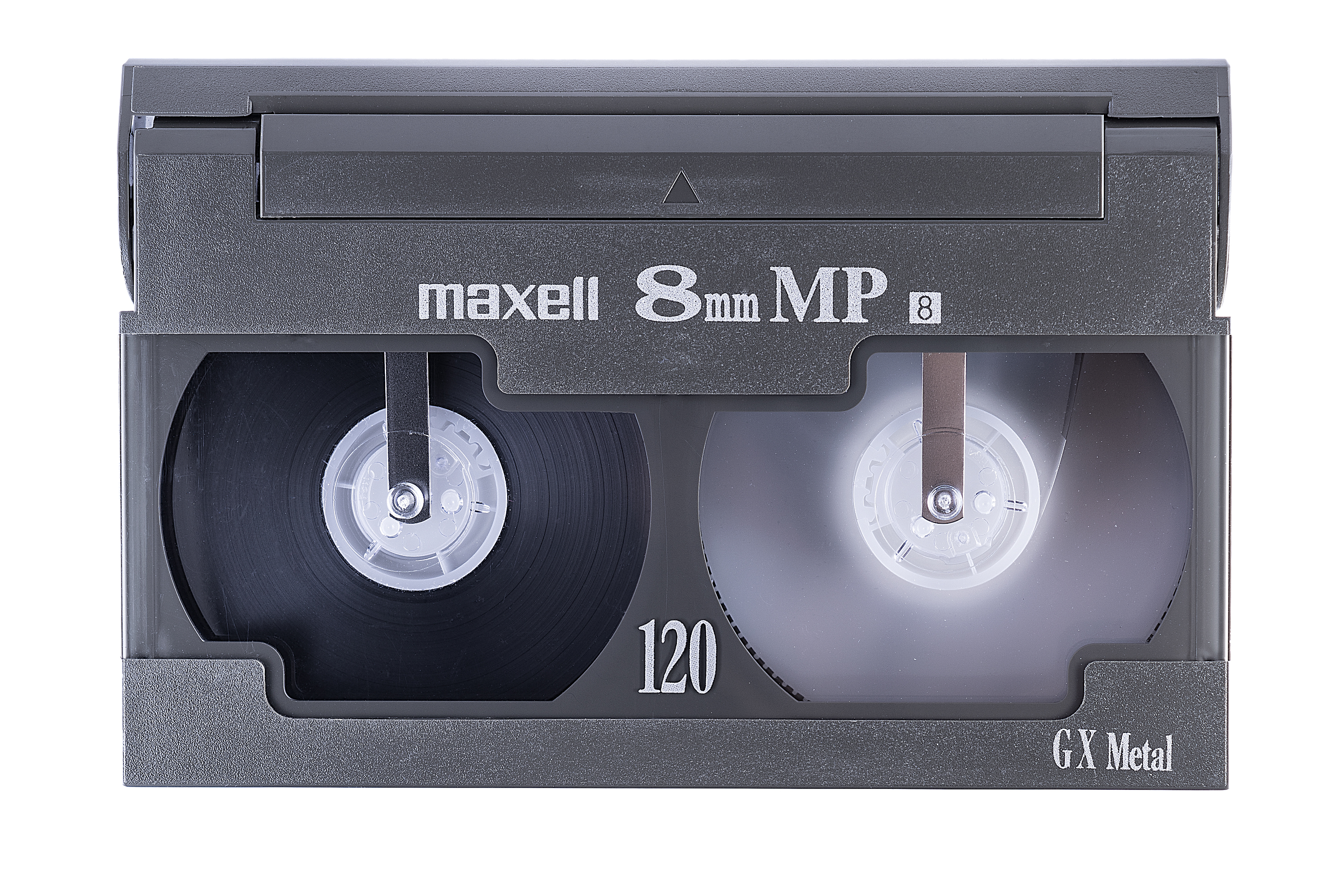
8ミリビデオ

据置型ビデオ装置用のカセットテープとしては1975年にソニーとその連合がベータマックス規格を発表し、翌1976年には松下電器とその連合がVHS規格を発表し、規格間の熾烈な戦いが生じ、VHSのほうのシェアが伸びた。一方、家庭用の携帯型ビデオカメラ（カムコーダ）用の小型のカセットテープとしては、据置型ビデオ装置で生じた規格間の対立や消耗戦という愚行を避けるために世界の127社が参加した8ミリビデオの規格が1984年に発表され、これが世界に広く普及し、旅行にソニーのハンディカムや他社の8ミリビデオのカメラを携えて旅先で録画し自宅で観ることが世界中で大流行した。カムコーダ用規格の世界統一に反抗した松下側のVHS-C規格は小さなシェアで終わり消滅し、据置型ビデオデッキ用とカムコーダ用では規格のシェアの大小、明暗が入れ替わった。
1980年代にレンタルレコードショップが日本各地や世界各地で急速に広まると、そこでレコードを安価に借りてはコンポーネントステレオでレコードの楽曲をコンパクトカセットにコピーし、レコード返却後もそのカセットテープで音楽を楽しむことが広まり、また自分のお気に入りの楽曲だけを集めた自分専用のコンピレーション・カセットを作成したり、友人間や恋人間でカセットテープに入れた楽曲を互いにプレゼントすることも行われたり、また語学（外国語）学習用にもコンパクトカセットが世界中で多用され、人々のコンパクトカセットの使用量や購入数は増加していった。1980年代前半にコンパクトディスク（CD）が登場し1980年代後半に広まっても、CDと音響用カセットテープは併用され、ほとんどの人々の行動はレンタルショップでレコードの代わりにCDを借りてコピーするスタイルにほんの少し変化しただけであり、音響用のカセットテープの売れ行きは堅調だった。
だが1994年から1990年代後半ころにかけてデータ圧縮形式のひとつであるmp3のために「.mp3」という拡張子が定められたりmp3ファイルをコンピュータ上（や小型電子装置上）でリアルタイムに演奏するためのソフトウェア（ソースコード）も無料で一般公開されたことで、数多くの小さな会社がmp3プレーヤーの製造・販売を低価格で行うようになり、音響機器のデジタル化および楽曲のデータファイル化が進み、その結果アナログ記録方式で物体として持ち運ぶ必要がある音響用カセットテープの販売数は減少していった。2000年、消費者物価指数の対象品目からカセットテープは除外された。

## 主なカセットテープの規格

### 音響用

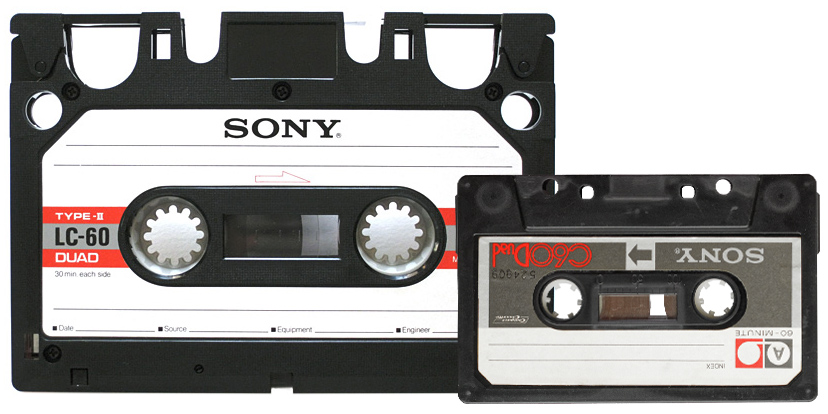
ELカセット（奥）とCカセット（手前）

- コンパクトカセット（Cカセット/ACC）
- ミニカセット
- マイクロカセット (MC)

- エルカセット（ELカセット）
- デジタルコンパクトカセット (DCC)
- デジタルオーディオテープ (DAT)
- デジタルマイクロカセット (NT)

### ビデオ用

#### 家庭用・民生用
- Uマチック (業務用放送用にも多用された)
- VHS / VHS-C - S-VHS / S-VHS-C - W-VHS - D-VHS
- ベータマックス (β - ハイバンドベータ - EDβ)
- コンパクトビデオカセット
- 8ミリビデオ - Hi8 - Digital8
- デジタルビデオカセット (DVC) / MiniDV - HDV
- MICROMV

#### 放送用・業務用
- D1-VTR
- D2-VTR
- D3-VTR
- BETACAM - Digital BETACAM - BETACAM-SX - MPEG IMX - HDCAM - HDCAM SR
- D5-VTR
- D6-VTR
- D9-VTR
- M規格
- M II
- UNIHI
- DVCAM
- DVCPRO